# 1. FC Saarbrücken
1. FC Saarbrücken este un club de fotbal din Saarbrücken, Germania care evoluează în 3. Liga.

## Legături externe
- Site web oficial de
- Ludwigspark.de – The Online-Portal for Fans of the FCS de
- 1. FC Saarbrücken at Weltfussball.de
- Das deutsche Fußball-Archiv historical German domestic league tables de